# Trần Thị Hoa
Trần Thị Hoa tự Phấn (12 tháng 5 năm 1924 – 9 tháng 10 năm 2010) là nữ doanh nhân và chính khách người Việt Nam, từng là Dân biểu Hạ nghị viện Việt Nam Cộng hòa qua hai nhiệm kỳ liên tiếp từ năm 1967 cho đến năm 1975.

## Tiểu sử

### Thân thế
Trần Thị Hoa sinh ngày 12 tháng 5 năm 1924 tại thôn Long Hậu, quận Lai Vung, tỉnh Sa Đéc, Nam Kỳ, Liên bang Đông Dương trong một gia đình trung nông tín đồ Phật giáo Hòa Hảo. Năm 1946, bà kết hôn với cố Trung tướng Lê Quang Vinh tự Ba Cụt và có sáu người con.  

### Kháng chiến
Trong chiến tranh Đông Dương, bà từng tham gia tiếp tế lương thực và trang bị từ thành thị vào chiến khu cho lực lượng kháng chiến Hòa Hảo trước vòng vây tấn công của cả Việt Minh lẫn thực dân Pháp. Đồng thời bà còn đảm nhận công tác cứu thương cho những cán bộ quân dân chính thuộc lực lượng Dân Xã Kháng Chiến.

### Lưu vong lần thứ nhất
Ngày 13 tháng 7 năm 1956, chồng bà bị Tổng thống Ngô Đình Diệm kết án tử hình tại sân vận động Phong Dinh vì liên quan đến cuộc xung đột đẫm máu giữa chính phủ Quốc gia Việt Nam với quân đội Bình Xuyên vào năm 1955. Vì sợ bị chính quyền khủng bố nên bà đành phải dắt đàn con trốn sang Campuchia sống tị nạn hơn bảy năm trời cho đến lúc xảy ra cuộc đảo chính năm 1963 thì mới hồi hương.

### Dân biểu thời Đệ Nhị Cộng hòa
Bà tham gia chính trường bằng cách ứng cử một ghế Hạ nghị viện trong cuộc bầu cử năm 1967 và đắc cử dân biểu đơn vị An Giang. Bà tuyên thệ nhậm chức vào ngày 31 tháng 10 năm 1967. Sau nhiệm kỳ thứ nhất, bà lại đắc cử tiếp dân biểu nhiệm kỳ thứ hai trong cuộc bầu cử năm 1971. Ngày 27 tháng 4 năm 1975, bà cùng đa số dân biểu và nghị sĩ còn lại trong Quốc hội đã biểu quyết chấp thuận việc Tổng thống Trần Văn Hương trao lại ghế Tổng thống cho cựu Tướng Dương Văn Minh với hy vọng rằng khi Tướng Minh lên nắm quyền, các cuộc đàm phán hòa bình với phía bên kia sẽ diễn ra suôn sẻ nhưng không có kết quả.

### Sài Gòn thất thủ và lưu vong lần thứ hai
Ngày 30 tháng 4 năm 1975 sau khi Việt Nam Cộng hòa bị chính quyền Hà Nội ở miền Bắc Việt Nam tiếp quản, bà và những người có liên hệ với người Mỹ và chế độ cũ liền bị đưa đến các trại cải tạo, để rồi bị cưỡng ép lao động khổ sai và phải tiếp thu kiểu nhồi sọ tuyên truyền của Cộng sản. Bà bị kết án đi học tập cải tạo tới 5 năm ở Rừng Lá huyện Hàm Tân, tỉnh Bình Thuận trước khi được trả tự do. Sau khi ra tù, bà về nhà sinh sống trong một thời gian ngắn thì di cư sang Bỉ rồi về sau được các con bảo lãnh sang Mỹ định cư.
Trong suốt phần đời còn lại, bà thường hay góp mặt trong các hoạt động của người Việt hải ngoại, chẳng hạn như lên tiếng về chế độ Cộng hòa Xã hội Chủ nghĩa Việt Nam và là người ủng hộ tự do tôn giáo, đặc biệt là đối với những tín đồ Hòa Hảo. Bà còn xuất bản sách và viết hồi ký về người chồng quá cố nhan đề Hồi ký Quân sử Nghĩa quân Cách mạng.
Bà qua đời tại tiểu bang California, Hoa Kỳ vào ngày 9 tháng 10 năm 2010, hưởng thọ 86 tuổi.

## Tác phẩm
- Trần Thị Hoa, Hồi ký Quân sử Nghĩa quân Cách mạng. Derwood, MD: Giáo Hội Phật Giáo Hòa Hảo Hải Ngoại, 2002.